# Toronto Raptors
Toronto Raptors er et canadisk basketballhold fra Toronto i provinsen Ontario som spiller i NBA-ligaen. Raptors er det eneste aktive hold i NBA som ikke spiller i USA.

## Historie

### Grundlæggelsen
Helt tilbage i 1946-47 var der et hold i BAA-ligaen, som var ligaen som senere hen ville blive til NBA, et hold i Toronto under navnet Toronto Huskies. Huskies spillede dog kun en enkelt sæson før at holdet blev nedlagt på grund af dårlig økonomi.
Der ville gå mange år før at idéen om at bringe NBA til Canada igen sprang op, men det gjorde det i slutningen af 1980erne. Efter forhandlinger blev man i 1993 enige om at NBA ville få to nye hold i Canada, et hold til Toronto og et til Vancouver.
Der var seriøse overvejelser som at kalde holdet for Huskies efter det tidligere hold i Toronto, men dette blev fravalgt da det ville være svært at lave branding for holdet som ikke lignede Minnesota Timberwolves' branding. Navnet endte derfor med at blive valgt ved en konkurrence, hvor at navnet Raptors vandt. Dette navn vandt nok meget sandsynligt på grund af populariteten af filmen Jurassic Park.

### De først år
Raptors begyndte at spille i NBA ved 1995-96 sæsonen. Som mange andre nye hold, så var de først år ikke gode. 
Trods gode draft picks som Tracy McGrady i 1997 draften, så lykkedes det ikke Toronto at vinde meget i de første 3 sæsoner.

### Vince Carter årene
Ved draften i 1998 lavede Raptors et pletskud da de tradede sig til Vince Carter, som ellers var blevet draftet af Golden State Warriors. Ovenpå dette så ville Raptors gerne begynde at vinde nogle flere kampe, så de tradede for flere veteraner, herunder Charles Oakley. Det lykkedes dog ikke at komme i slutspillet i 1998-99, men holdet var optimistiske  da Carter vandt Rookie of the Year.
Raptors fortsatte med at bygge på holdet før 1999-2000 sæsonen, og hentede Antonio Davis ved trade, og hentede flere veteraner som Muggsy Bouges. Toronto havde i 1999-2000 deres første sæson med flere sejre end nederlag, og kom i slutspillet for første gang, men tabte grundigt til New York Knicks i den første runde.
2000-01 sæsonen ville blive endnu bedre end sæsonen før. Raptors vandt igen flere kampe, og kom i slutspillet. Her vandt de deres første kampe i slutspillet da de fik hævn over Knicks i den første runde. I den anden runde spillede Toronto en yderst underholdene serie imod Philadelphia 76ers som Toronto tabte akkurat.
I 2001 flyttede Vancouver Grizzlies til Memphis, og Raptors var dermed det eneste canadiske hold i ligaen.
2001-02 var lovende for Raptors, som tilføjede en 39-årig Hakeem Olajuwon på holdet, men superstjernen Carter blev kort før All-Star kampen skadet med en knæskade som resulteret i at han ville misse resten af sæsonen. Raptors nåede lige akkurat i slutspillet uden Carter, men tabte i den først runde til Detroit Pistons.
Her stoppede det postitive dog. 2002-03 sæsonen var plaget af skader. Den dårlige sæson blev dog gjort god da Raptors fik det fjerde valg ved 2003 draften, hvor at de valgte Chris Bosh.
Toronto blev bedre, men var stadig skadesplaget, og kunne ikke opnå slutspil i 2003-04 sæsonen. Disse problemer fortsatte ind i 2004-05 sæsonen, og Vince Carter bad om at blive tradet, da han var utilfreds med at holdet ikke blev bedre. Carter blev under sæsonen handlet til New Jersey Nets, og blev meget upopulær i Toronto på grund af dette, trods han havde været holdets bedste spiller nogensinde.

### Chris Bosh årene
Alt var dog ikke skidt, da den unge Chris Bosh havde udviklet sig til en af ligaens mest lovende unge spillere. Trods dette var Raptors et dårligt hold.
Raptors vandt ved 2006 draften det første valg, hvor de valgte Andrea Bargnani. Med Bosh, Bargnani samt andre rollespillere begynde Raptors at spille med om slutspillet igen. Raptors sluttede 2006-07 sæsonen stærkt af, og kom i slutspillet, hvor at skæbnen ville have at de skulle spille imod New Jersey Nets med Vince Carter. Toronto endte med at tabe til Nets efter 6 kampe.
2007-08 sæsonen var dog ikke ligeså god. Flere skader, samt at Bargnani ikke spillede så godt som håbet resulteret i en anonym sæson hvor at Raptors både vandt og tabte 41 kampe. De kom i slutspillet, men tabte til Orlando Magic i den første runde.  
Både 2008-09 og 2009-10 sæsonerne var skuffelse, og Raptors missede slutspillet begge år. 
Raptors lavede dog ved 2009 draften et godt valg, da de valgte DeMar DeRozan.

### Genopbygning
Før 2010-11 sæsonen havde Bosh kontraktopløb, og han valgte at forlade Raptors for at tage til Miami Heat for at danne the big three med LeBron James og Dwayne Wade.
På grund af dette gik i gang med at forsøge at genopbygge holdet. Raptors lavede flere kloge handler, som fik dem unge spillere, herunder Kyle Lowry og Rudy Gay. 
Raptors var dog ikke i slutspillet mellem 2009-2013.

### DeRozan og Lowry årene
De unge DeRozan og Lowry dannede en god duo i Toronto, og  2013-14 sæsonen blev den bedste i mange år for Raptors. Trods en dårlig start, så ledte DeRozan holdet til deres bedste sæson med 48 sejre. I slutspillet mødte Raptors igen Nets, som i mellemtiden havde flyttet til Brooklyn. I en meget tæt serie så endte Raptors med at tabe selvom de ellers havde været favoritterne.
Raptors fortsatte de gode takter ind i 2014-15 sæsonen, og vandt 49 kampe, og slog dermed deres bedste sæson fra året før. Raptors skuffede dog massivt i slutspillet, da de tabte fire ud af fire kampe i den første runde imod Washington Wizards.
For tredje sæson i streg, så slog Raptors deres bedste sæson, da de i 2015-16 sæsonen vandt 56 kampe, og for alvor var en af ligaens bedste hold. I slutspillet kom Raptors endeligt over den første runde, da de slog Indiana Pacers, men det sluttede ikke der, da de også vandt i den anden runde imod Miami Heat. I semi-finalen mødte de Cleveland Cavaliers, og trods en brav kamp, så tabte Raptors til de eventuelle mestre efter 6 kampe.  
Endnu en god sæson i 2016-17 sendte Toronto tilbage til slutspillet. De slog Milwaukee Bucks i den første runde, men tabte grundigt til de forsvarende mestre fra Cleveland i den anden runde.
I 2017-18 vandt Raptors 59 kampe, og var dermed det bedste hold i den østlige konference, og det næstbedste hold i ligaen. Slutspillet var dog næsten identisk med året før, da Raptors vandt i den første runde, denne gang imod Wizards, men igen tabte i den anden runde til Cleveland. 

### Mesterskabet
Før 2018-19 sæsonen lavede Raptors en kæmpe trade, hvor at de modtog superstjernen Kawhi Leonard, og i bytte gav DeMar DeRozan, som var den bedste spiller i holdets bedste sæsoner. Det var dog ikke den eneste stor trade de lavede, da de også tradet for Marc Gasol fra Grizzlies i et forsøg på at gå all in for et mesterskab.
Raptors kom i slutspillet som det næstbedste hold i østen, og vandt sikkert over Orlando Magic i den første runde. I den anden runde mødte de Philadelphia 76ers i hvad var en utrolig tæt serie, som Toronto vandt da Leonard ramte et kampvindene skud i det sidste sekund af den syvende kamp. I semi-finalen mødte de Milwaukee Bucks som de vandt imod efter 6 kampe. I NBA finalen mødte Raptors de forsvarende mestre Golden State Warriors. Raptors endte med at vinde finalen efter 6 kampe da Warriors døjede med mange seriøse skader.
Raptors blev dermed det første canadiske hold til at vinde en titel i de store nordamerkanske ligaer siden Toronto Blue Jays i 1993.

### Lowry og Siakam
Trods mesterskabet så valgte Kawhi Leonard at forlade efter kun en sæson for at skifte til LA Clippers i sin hjemby Los Angeles.
Raptors vendte tilbage til slutspillet i 2019-20 sæsonen som var forkortet på grund af COVID-19 pandemien. Raptors kom i slutspillet, men tabte i den anden runde til Boston Celtics.
På grund af pandemien som har resulteret i problemer med indrejse fra og til USA og Canada, så har Raptors spillet hele 2020-21 sæsonen i Tampa, Florida. Raptors skuffede i en sæson var de har været langt væk fra hjemstavnen i Canada, og missede slutspillet for første gang i 8 år.

## Kendte Spillere
- Tracy McGrady
- Vince Carter
- Chris Bosh
- DeMar DeRozan
- Kyle Lowry
- Kawhi Leonard